# Isländischer Fußballpokal der Männer 2021
Der isländische Fußballpokal 2021 war die 62. Austragung des isländischen Pokalwettbewerbs der Männer. Pokalsieger wurde wie 2019 Víkingur Reykjavík. Das Team setzte sich am 16. Oktober 2021 im Laugardalsvöllur von Reykjavík gegen ÍA Akranes durch. Da Víkingur neben dem Pokal auch die Meisterschaft gewann, ging der Platz für die Europa Conference League an den Ligadritten.

## Modus
Die Begegnungen wurden in einem Spiel ausgetragen. In den ersten zwei Runden nahmen Vereine ab der zweiten Liga abwärts teil. Die Vereine der ersten Liga stiegen erst in der 3. Runde ein. Bei unentschiedenem Ausgang wurde das Spiel zunächst verlängert und gegebenenfalls durch Elfmeterschießen entschieden.

## 1. Runde
| Datum      |                             | Ergebnis   |                       |
| ---------- | --------------------------- | ---------- | --------------------- |
| 22.04.2021 | UMF Njarðvík                | 3:0        | KH Hlíðarendi         |
| 23.04.2021 | UMF Tindastóll              | 0:2        | Völsungur Húsavík     |
| 23.04.2021 | Smári Kópavogur             | 1:4        | UMF Grindavík         |
| 23.04.2021 | Elliði Reykjavík            | 2:3        | ÍR Reykjavik          |
| 23.04.2021 | Hvíti riddarinn Mosfellsbær | 4:1        | Árborg Selfoss        |
| 23.04.2021 | KF Vesturbæjar              | 1:3        | UMF Þróttur Vogar     |
| 23.04.2021 | KB Breiðholts               | 1:6        | þróttur Reykjavík     |
| 23.04.2021 | Léttir Reykjavík            | 1:2        | Víðir Garði           |
| 23.04.2021 | KFG Garðabær                | 0:2        | UMF Álftanes          |
| 23.04.2021 | Mídas Reykjavík             | 00:12      | Augnablik Kópavogur   |
| 23.04.2021 | Kári Akranes                | kampflos 1 | Vængir Júpiters       |
| 23.04.2021 | Björninn Reykjavík          | 0:3        | KÁ Ásvellir           |
| 23.04.2021 | Úlfarnir Reykjavík          | 2:0        | Ísbjörninn Kópavogur  |
| 24.04.2021 | UMF Selfoss                 | 0:1        | Kórdrengir Reykjavík  |
| 24.04.2021 | UMF Víkingur                | 18:00      | Gullfálkinn Reykjavik |
| 24.04.2021 | Ýmir Kópavogur              | 1:2        | KF Rangæinga          |
| 24.04.2021 | Berserkir Reykjavík         | 5:6 n. V.  | KFS Vestmannaeyja     |
| 24.04.2021 | Kría Seltjarnarnes          | 13:10      | Afríka Reykjavík      |
| 24.04.2021 | KS Dalvík/Reynir            | 7:1        | UMF Samherjar         |
| 24.04.2021 | ÍF Huginn/Höttur            | 7:1        | UMF Einherji          |
| 24.04.2021 | UMF Kormákur/Hvöt           | 2:3        | Hamrarnir Akureyri    |
| 24.04.2021 | Álafoss Mosfellsbær         | 2:1        | GG Grindavík          |
| 24.04.2021 | Fram Reykjavík              | 8:0        | Hörður Isafjörður     |
| 24.04.2021 | SR Reykjavik                | 1:0        | RB Keflavík           |
| 25.04.2021 | Hamar Hveragerði            | 0:3        | ÍF Vestri             |
| 25.04.2021 | KFB Álftanes                | 0:5        | UMF Stokkseyri        |
| 25.04.2021 | ÍBV Vestmannaeyja           | 4:1        | Reynir Sandgerði      |
| 25.04.2021 | Snæfell Stykkishólmur       | 1:5        | UMF Skallagrímur      |
| 25.04.2021 | Vatnaliljur Kópavogur       | 2:3        | ÍH Hafnarfjörður      |
| 25.04.2021 | Ægir þorlákshöfn            | 4:0        | ÍB Uppsveitir         |
| 25.04.2021 | KF Miðbær Reykjavik         | 0:4        | Haukar Hafnarfjörður  |
| 26.04.2021 | Reynir Hellissandur         | 0:2        | UMF Afturelding       |

## 2. Runde
| Datum      |                         | Ergebnis              |                             |
| ---------- | ----------------------- | --------------------- | --------------------------- |
| 30.04.2021 | Augnablik Kópavogur     | 4:0                   | Ægir þorlákshöfn            |
| 30.04.2021 | þór Akureyri            | 3:0                   | Magni Grenivík              |
| 30.04.2021 | UMF Álftanes            | 0:2                   | ÍR Reykjavik                |
| 30.04.2021 | Fjölnir Reykjavík       | 7:1                   | KÁ Ásvellir                 |
| 30.04.2021 | ÍH Hafnarfjörður        | 0:3                   | Úlfarnir Reykjavík          |
| 30.04.2021 | UMF Afturelding         | 8:0                   | SR Reykjavik                |
| 01.05.2021 | ÍF Vestri               | 1:0                   | KF Rangæinga                |
| 01.05.2021 | þróttur Reykjavík       | 1:3                   | UMF Víkingur                |
| 01.05.2021 | Völsungur Húsavík       | 9:1                   | Hamrarnir Akureyri          |
| 01.05.2021 | UMF Þróttur Vogar       | 1:3                   | ÍF Grótta                   |
| 01.05.2021 | KFF Fjarðabyggðar       | 0:2                   | UMF Sindri Höfn             |
| 01.05.2021 | KFS Vestmannaeyja       | 4:0                   | Kría Seltjarnarnes          |
| 01.05.2021 | KS Dalvík/Reynir        | 2:3 n. V.             | KS Fjallabyggðar            |
| 01.05.2021 | Víðir Garði             | 0:2                   | Fram Reykjavík              |
| 01.05.2021 | Kári Akranes            | 5:1                   | UMF Skallagrímur            |
| 01.05.2021 | Álafoss Mosfellsbær     | 0:5                   | UMF Njarðvík                |
| 01.05.2021 | Kórdrengir Reykjavík    | 3:3 n. V. (5:6 i. E.) | ÍBV Vestmannaeyja           |
| 02.05.2021 | Leiknir Fáskrúðsfjörður | 3:0                   | ÍF Huginn/Höttur            |
| 02.05.2021 | UMF Grindavík           | 3:0                   | Hvíti riddarinn Mosfellsbær |
| 02.05.2021 | UMF Stokkseyri          | 0:7                   | Haukar Hafnarfjörður        |

## 3. Runde
Teilnehmer: Die 20 Sieger der 2. Runde und die 12 Vereine der Pepsideild 2021.
| Datum      |                     | Ergebnis  |                         |
| ---------- | ------------------- | --------- | ----------------------- |
| 22.06.2021 | KS Fjallabyggðar    | 1:2       | Haukar Hafnarfjörður    |
| 22.06.2021 | Völsungur Húsavík   | 2:1 n. V. | Leiknir Fáskrúðsfjörður |
| 22.06.2021 | þór Akureyri        | 2:1       | UMF Grindavík           |
| 23.06.2021 | ÍR Reykjavik        | 3:0       | ÍBV Vestmannaeyja       |
| 23.06.2021 | KFS Vestmannaeyja   | 4:2       | UMF Víkingur            |
| 23.06.2021 | UMF Stjarnan        | 1:2 n. V. | KA Akureyri             |
| 23.06.2021 | UMF Afturelding     | 1:2       | ÍF Vestri               |
| 23.06.2021 | ÍA Akranes          | 3:0       | Fram Reykjavík          |
| 23.06.2021 | FH Hafnarfjörður    | 4:1       | UMF Njarðvík            |
| 23.06.2021 | HK Kópavogur        | 2:0       | ÍF Grótta               |
| 23.06.2021 | Augnablik Kópavogur | 1:4       | Fjölnir Reykjavík       |
| 23.06.2021 | Keflavík ÍF         | 2:0 n. V. | Breiðablik Kópavogur    |
| 24.06.2021 | Víkingur Reykjavík  | 3:0       | UMF Sindri Höfn         |
| 24.06.2021 | Kári Akranes        | 1:2       | KR Reykjavík            |
| 24.06.2021 | Valur Reykjavík     | 2:0       | Leiknir Reykjavík       |
| 24.06.2021 | Fylkir Reykjavík    | 7:0       | Úlfarnir Reykjavík      |

## Achtelfinale
| Datum      |                    | Ergebnis |                      |
| ---------- | ------------------ | -------- | -------------------- |
| 10.08.2021 | ÍF Vestri          | 4:0      | þór Akureyri         |
| 10.08.2021 | Fjölnir Reykjavík  | 2:3      | ÍR Reykjavik         |
| 11.08.2021 | Keflavík ÍF        | 3:1      | KA Akureyri          |
| 11.08.2021 | HK Kópavogur       | 7:1      | KFS Vestmannaeyja    |
| 11.08.2021 | Valur Reykjavík    | 6:0      | Völsungur Húsavík    |
| 11.08.2021 | ÍA Akranes         | 1:0      | FH Hafnarfjörður     |
| 11.08.2021 | Fylkir Reykjavík   | 2:1      | Haukar Hafnarfjörður |
| 12.08.2021 | Víkingur Reykjavík | 3:1      | KR Reykjavík         |

## Viertelfinale
| Datum      |                  | Ergebnis  |                    |
| ---------- | ---------------- | --------- | ------------------ |
| 15.09.2021 | ÍR Reykjavik     | 1:3       | ÍA Akranes         |
| 15.09.2021 | ÍF Vestri        | 2:1       | Valur Reykjavík    |
| 15.09.2021 | Fylkir Reykjavík | 0:1 n. V. | Víkingur Reykjavík |
| 15.09.2021 | HK Kópavogur     | 3:5       | Keflavík ÍF        |

## Halbfinale
| Datum      |            | Ergebnis |                    |
| ---------- | ---------- | -------- | ------------------ |
| 02.10.2021 | ÍA Akranes | 2:0      | Keflavík ÍF        |
| 02.10.2021 | ÍF Vestri  | 0:3      | Víkingur Reykjavík |

## Finale
| Paarung            | ÍA Akranes – Víkingur Reykjavík |
| Ergebnis           | 0:3 (0:2) |
| Datum              | 16. Oktober 2021 |
| Stadion            | Laugardalsvöllur, Reykjavík |
| Zuschauer          | 4.829 |
| Schiedsrichter     | Jóhann Ingi Jónsson |
| Tore               | 0:1 Erlingur Agnarsson (17.) 0:2 Kári Árnason (45.+2') 0:3 Helgi Guðjónsson (90.+5’) |
| ÍA Akranes         | Árni Marinó Einarsson – Óttar Bjarni Guðmundsson, Wout Droste (63. Guðmundur Tyrfingsson), Alexander Davey, Steinar Þorsteinsson – Sindri Snær Magnússon (82. Jón Gísli Eyland Gíslason), Aron Kristófer Lárusson (82. Elias Alexander Tamburini), Ísak Snær Þorvaldsson, Viktor Jónsson (88. Ingi Þór Sigurðsson) – Hákon Ingi Jónsson (63. Eyþór Aron Wöhler), Gísli Laxdal Unnarsson. Cheftrainer: Jóhannes Karl Guðjónsson |
| Víkingur Reykjavík | Ingvar Jónsson – Sölvi Geir Ottesen (88. Karl Friðleifur Gunnarsson), Kári Árnason, Halldór Smári Sigurðsson, Atli Barkarson – Pablo Punyed, Július Magnússon, Erlingur Agnarsson (68. Helgi Guðjónsson), Viktor Örlygur Andrason (68. Kwame Quee) – Kristall Máni Ingason (90.+1' Adam Ægir Pálsson), Nikolaj Andreas Hansen (68. Logi Tómasson). Cheftrainer: Arnar Bergmann Gunnlaugsson                                    |
| Gelbe Karten       | Wout Droste, Alexander Davey, Sindri Snær Magnússon, Ísak Snær Þorvaldsson, Aron Kristófer Lárusson – Halldór Smári Sigurðsson |